# 双子座10号
双子座10号（Gemini X）是双子座计划中的第八次载人飞行任务，也是美国的第十六次太空任务（包括飞行高度超过100千米的任务）。

## 任务成员
- 约翰·杨（John Young，曾执行双子座3号、双子座10号、阿波罗10号、阿波罗16号、以及任务），指令飞行员
- 迈克尔·科林斯（Michael Collins，曾执行双子座10号以及阿波罗11号任务），飞行员

### 替补成员
替补成员同样接受任务训练，在主力成员因各种原因无法执行任务时接替。
- 艾伦·宾（Alan Bean，曾执行阿波罗12号以及天空实验室3号任务），指令飞行员
- 克里夫顿·威廉姆斯（Clifton Williams，从未执行太空任务），飞行员